# Pierre Geller
Pour les articles homonymes, voir Geller.
Pierre Geller est un scénariste français.

## Filmographie (sélection)
Co-scénariste
- 1980 : L'Œil du maître de Stéphane Kurc
- 1984 : Pinot simple flic de Gérard Jugnot
- 1984: Gwendoline de Just Jaeckin
- 1985 : Le Mariage du siècle de Philippe Galland
- 1985 : Scout toujours... de Gérard Jugnot
- 1985 : L'Amour ou presque de Patrice Gautier
- 1986 : Chère canaille de Stéphane Kurc
- 1993 : Drôles d'oiseaux de Peter Kassovitz
- 1999 : L'Homme de ma vie de Stéphane Kurc
- 2000 : Le Prince du Pacifique d'Alain Corneau
- 2011 : L'Ordre et la Morale de Mathieu Kassovitz

Assistant réalisateur
- 1965 : Dis-moi qui tuer d'Étienne Périer
- 1968 : Adélaïde de Jean-Daniel Simon
- 1970 : Ils de Jean-Daniel Simon
- 1972 : La Cravache de Pierre Kalfon
- 1973 : Le Feu aux lèvres de Pierre Kalfon
- 1975 : Le Boucher la star et l'orpheline de Jérôme Savary

## Distinctions

### Nominations
- Prix du Jury, Festival de Taormina, 1980
- César 2012 : César de la meilleure adaptation pour L'Ordre et la Morale